# Карпатске планине у Србији
Карпатске планине у Србији су јужни део планинског венца Карпата, који се распростиру у Украјини, Румунији, Словачкој и Чешкој. Налазе се у источној Србији, на десној обали Велике Мораве.
Планине које су део српских Карпата:
- Мироч
- Хомољске планине
- Велики и Мали крш
- Дели Јован
- Бељаница
- Кучај
- Голи крш
- Малиник
- Јавориште
- Црни врх
- Лишковац
- Шомрда

## Највиши врхови
Највиши врхови Карпатских планина у Србији су:
| Врх             | Планина          | Висина (m) | Општина                                          |
| --------------- | ---------------- | ---------- | ------------------------------------------------ |
| Бељаница        | Бељаница         | 1.339      | Општина Деспотовац                               |
| Велика Треста   | Кучај            | 1.284      | Општина Бор                                      |
| Оштри камен     | Кучај            | 1.213      | Општина Бор                                      |
| Велики Малиник  | Малиник          | 1.158      | Општина Бољевац                                  |
| Стол            | Голи крш         | 1.156      | Општина Бор                                      |
| Велики крш      | Велики крш       | 1.148      | Општина Бор                                      |
| Црни врх        | Дели Јован       | 1.141      | Општина Бор/Општина Неготин                      |
| Јаворити врх    | Јавориште        | 1.138      | Општина Деспотовац                               |
| Стрелник        | Велики крш       | 1.065      | Општина Бор                                      |
| Црни врх        | Црни врх         | 1.043      | Општина Бор                                      |
| Мали Малиник    | Малиник          | 1.019      | Општина Бољевац                                  |
| Хомољски Оман   | Хомољске планине | 962        | Општина Жагубица                                 |
| Штубеј          | Хомољске планине | 940        | Општина Жагубица/Општина Петровац/Општина Кучево |
| Гарван          | Мали крш         | 929        | Општина Мајданпек                                |
| Велики Лишковац | Лишковац         | 803        | Општина Мајданпек                                |
| Шомрда          | Шомрда           | 803        | Општина Кучево                                   |
| Голи крш        | Голи крш         | 778        | Општина Бор                                      |
| Тилва Њагра     | Тилва Њагра      | 770        | Општина Бор                                      |
| Велики Штрбац   | Мироч            | 768        | Општина Мајданпек                                |
| Црни врх        | Велики Гребен    | 656        | Општина Мајданпек                                |